# استیضاح بیل کلینتون
استیضاح بیل کلینتون (انگلیسی: Impeachment of Bill Clinton) در ۸ اکتبر ۱۹۹۸ آغاز شد، هنگامی که مجلس نمایندگان آمریکا به آغاز فرایند استیضاح علیه بیل کلینتون، چهل و دومین رئیس‌جمهور آمریکا، رای داد. عنوان اتهامات او «جرایم سنگین وسبک» بود. شرح جزئیات اتهام کلینتون گواهی دروغ و انسداد عدالت بود. پیش‌زمینه اتهامات کلینتون، رسوایی جنسی او در دهه ۹۰ میلادی بود.

## پیش‌زمینه
فردی به نام کنت استار مسئول تحقیق در مورد پرونده جنسی کلینتون شد. در جریان آن پرونده، مونیکا لوینسکی شهادت داد که با کلینتون رابطه جنسی داشته‌است، و کلینتون شهادت داد که هیچ‌گونه رابطه جنسی با لوینسکی نداشته‌است، اما در نهایت در برنامه‌ای تلویزیونی اعتراف کرد که با لویسنکی رابطه داشته‌است.

## اعلام اتهام
با توجه به شهادت دروغ بیل کلینتون، استار گزارش خود را به کیمته قضایی مجلس نمایندگان ارائه کرده و مدعی شد برای ۱۱ تخلف قابل استیضاح شواهدی دارد. مجلس نمایندگان در کنترل حزب رقیب کلینتون یعنی جمهوری‌خواهان بود، با ۲۲۸ رأی در مقابل ۲۰۶ رأی کلینتون را استیضاح کرد. او دومین رئیس‌جمهور تاریخ آمریکا بود که استیضاح می‌شد.

## ارائه به سنا
پس از تأیید استیضاح کلینتون توسط مجلس نمایندگان، پرونده او به سنای آمریکا ارائه‌شد. در سنا محاکمه کلینتون انجام گرفت، اما حدنصاب برای برکناری او به دست نیامد.